# Nogales (Spagna)
Nogales è un comune spagnolo di 724 abitanti situato nella comunità autonoma dell'Estremadura.